# Orientseeschwalbe
Die Orientseeschwalbe (Sternula saundersi) ist eine Seevogelart aus der Familie der Seeschwalben (Sternidae). Sie war ursprünglich Teil der Gattung Sterna, nach einer Revision der Seeschwalbenfamilie wurde sie 2005 in die Gattung Sternula transferiert. Das Artepitheton ehrt den britischen Ornithologen Howard Saunders, der im späten 19. Jahrhundert wichtige Beiträge zur Systematik der Seeschwalben verfasste.

## Merkmale
Die Orientseeschwalbe erreicht eine Größe von 28 bis 29 Zentimetern, ein Gewicht von 40 bis 45 Gramm und eine Flügelspannweite von 50 bis 55 Zentimetern. Sie sieht der Zwergseeschwalbe (Sternula albifrons) sehr ähnlich. Von ihr unterscheidet sich die Orientseeschwalbe durch die gerade Oberkante zur weißen Stirn, wobei die Weißfärbung nicht bis hinter die Augen reicht, durch die etwas heller graue Oberseite, die mehr mit den schwarzen äußeren Handschwingen kontrastiert sowie durch den grauen Bürzel und den grauen Mantel. Weitere Bestimmungshinweise finden sich hier. Beine und Füße sind dunkel gelboliv. Die dritten und vierten äußeren Handschwingen sind schwarz mit schwarzen Schäften. Im Schlichtkleid ist die Oberseite dunkler gefärbt als im Brutkleid. Abgesehen von einer dunkleren Binde an den Armschwingen gleichen die juvenilen Vögel der Orientseeschwalbe denen der Zwergseeschwalbe.

## Verbreitung und Lebensraum
Die Brutgebiete der Orientseeschwalbe befinden sich im Roten Meer bis nördlich nach Yanbu, südlich von Sokotra, im Süden von Somalia, an den Küsten Saudi-Arabiens und Omans, entlang der Küsten des Persischen Golfs, östlich bis ins östliche und nordwestliche Indien und das östliche und nordwestliche Sri Lanka, auf dem Addu-Atoll in den Malediven und vermutlich auf den Amiranten und den Seychellen. Die Überwinterungsgebiete erstrecken sich vom Roten Meer südlich bis Tansania und Madagaskar, östlich bis zu den Seychellen über Indien bis zur Malaiischen Halbinsel. Die Orientseeschwalbe bewohnt Küsten, Flussmündungen und Lagunen. Sie ist selten im Landesinneren anzutreffen.

## Lebensweise
Die Nahrung der Orientseeschwalbe besteht aus kleinen Fischen, Krustentieren und Weichtieren. Die Orientseeschwalbe fängt ihre Beute durch Stoßtauchen, dem oft lange Runden im Schwebeflug vorangehen. Über das Fortpflanzungsverhalten sind nur wenige Daten vorhanden. In Karatschi und Sri Lanka ist die Brutzeit im Mai. Die Orientseeschwalbe bildet kleine Brutkolonien, in denen die Nester 20 bis 100 Meter voneinander entfernt sind. Die Nistplätze sind oberhalb der Flutlinie oder im Wattenmeer und befinden sich bevorzugt auf kleinen, vom Wind aufgeschütteten Sandhügeln um eine Pflanze oder einem anderen Objekt herum. Das Nest kann sich auch in einer Mulde oder der Fährte eines Tieres befinden, es kann kahl sein oder mit Muschelfragmenten beziehungsweise kleinen Kieseln ausgekleidet. Das Gelege besteht aus zwei hellen Eiern.

## Wanderungen
Die Zugwege der Orientseeschwalbe sind noch nicht hinlänglich erforscht. Außerhalb der Brutsaison wurden die Seeschwalben im Roten Meer nördlich des Golfs von Akaba, südlich entlang der ostafrikanischen Küste bis ins nördliche Tansania, in Madagaskar, entlang der Westküste von Indien, in Gujarat, in Mumbai, auf den Lakkadiven und den Malediven sowie auf den Seychellen beobachtet. Auch im südlichen Thailand, auf der malaiischen Halbinsel und in der Straße von Malakka wurde die Orientseeschwalbe bereits als seltener Irrgast nachgewiesen.

## Status
Die IUCN stuft die Orientseeschwalbe in die Kategorie „nicht gefährdet“ (least concern) ein. Angaben über ihre Populationsgröße liegen nicht vor. Im Iran soll es zwischen 130 und 150 Paare geben. Aufgrund der großen Ähnlichkeit mit der Zwergseeschwalbe wird die Art vermutlich oft übersehen. In der Region von Karatschi kommt sie offenbar sehr häufig vor.